# Передовий спостерігач Армії США
Передовий спостерігач Армії США (англ. Forward observers in the U.S. military) — військова професійна спеціальність артилерійського спостерігача, що має позначення 13F в армії США і 0861 у Корпусі морської піхоти США. Офіційна назва англ. Joint Fire Support Specialists в армії США та англ. Fire Support Marines у Корпусі морської піхоти США. У розмовній мові вони відомі як FiSTers, незалежно від того, чи є вони членами FiST (групи вогневої підтримки). Офіцер вогневої підтримки батальйону (FSO) — це офіцер, відповідальний за елемент вогневої підтримки батальйону.